# 阿達納屠殺
阿达纳大屠杀是1909年4月发生在奥斯曼帝国的阿达纳省一場針對亞美尼亞人的屠殺。在1909年奥斯曼帝国反革命政变中，奥斯曼帝国的穆斯林在阿达纳对亚美尼亚基督徒进行了大屠杀，并在全省范围内扩大為一系列反亚美尼亚人的大屠杀。据报告估计，阿达纳省的大屠杀导致多达20000至30000名亚美尼亚人死亡 。同時還有約1,300名亚述人也在大屠杀中遇害。   
屠杀的根源在于政治、经济和宗教差異。阿达纳的亚美尼亚人被描述为 "有錢人"；除了屠殺，暴力事件還包括摧毁 "拖拉机和其他类型的机械化设备"。     